# Dimorphomutilla formosa
Dimorphomutilla formosa (лат.) — вид ос-немок (бархатных муравьёв) рода Dimorphomutilla из подсемейства Sphaeropthalminae. Неотропика.

## Распространение
Южная Америка: Чили.

## Описание
Мелкие пушистые осы-немки. Как и другие представители рода отличаются сетчатой стульптурой проподеума и красной окраской самок. Паразиты в гнёздах жалящих перепончатокрылых насекомых: отмечены на пчёлах Corynura chilensis (Spinola, 1851) (Halictidae: первоначально вид Dimorphomutilla formosa ошибочно указан как Neomutilla attenuata (Spinola)). Личинки ос-немок питаются личинками хозяев и там же окукливаются. Имаго питаются нектаром. Вид был впервые описан в 1938 году.